# VA (espaçonave)

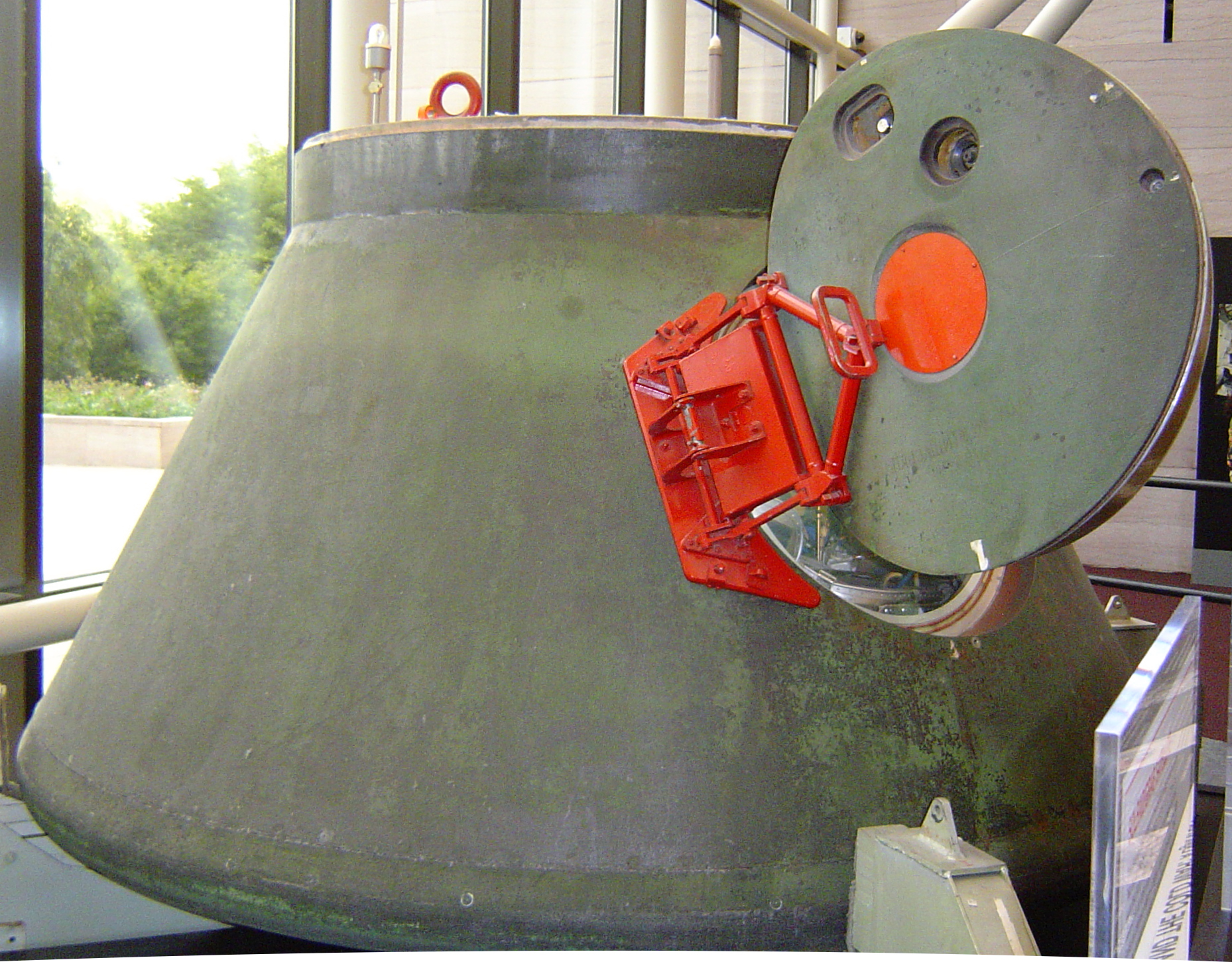

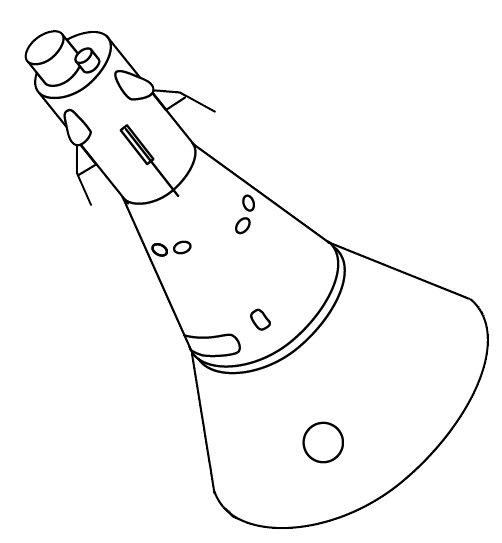

O Vozvraschaemyi Apparat (em russo:  Возвращаемый Аппарат ВА, ou espaçonave VA, foi uma cápsula de tripulação soviética, destinada a servir como um veículo de lançamento e reentrada tripulado. Inicialmente concebido para a nave espacial tripulada de voo lunar LK-1 para o programa lunar tripulado soviético, posteriormente, o LK-700 redesenhado, que mais tarde foi reaproveitado para o programa de estações espaciais militares Almaz. A cápsula VA em exposição no Museu do Ar e Espaço do Smithsonian Institution foi rotulado como Merkur, na sequência de um erro de tradução da documentação original - enquanto incorreta, o nome está sendo usado no Ocidente para a nave espacial e da cápsula VA.